# Colline Tâmpa

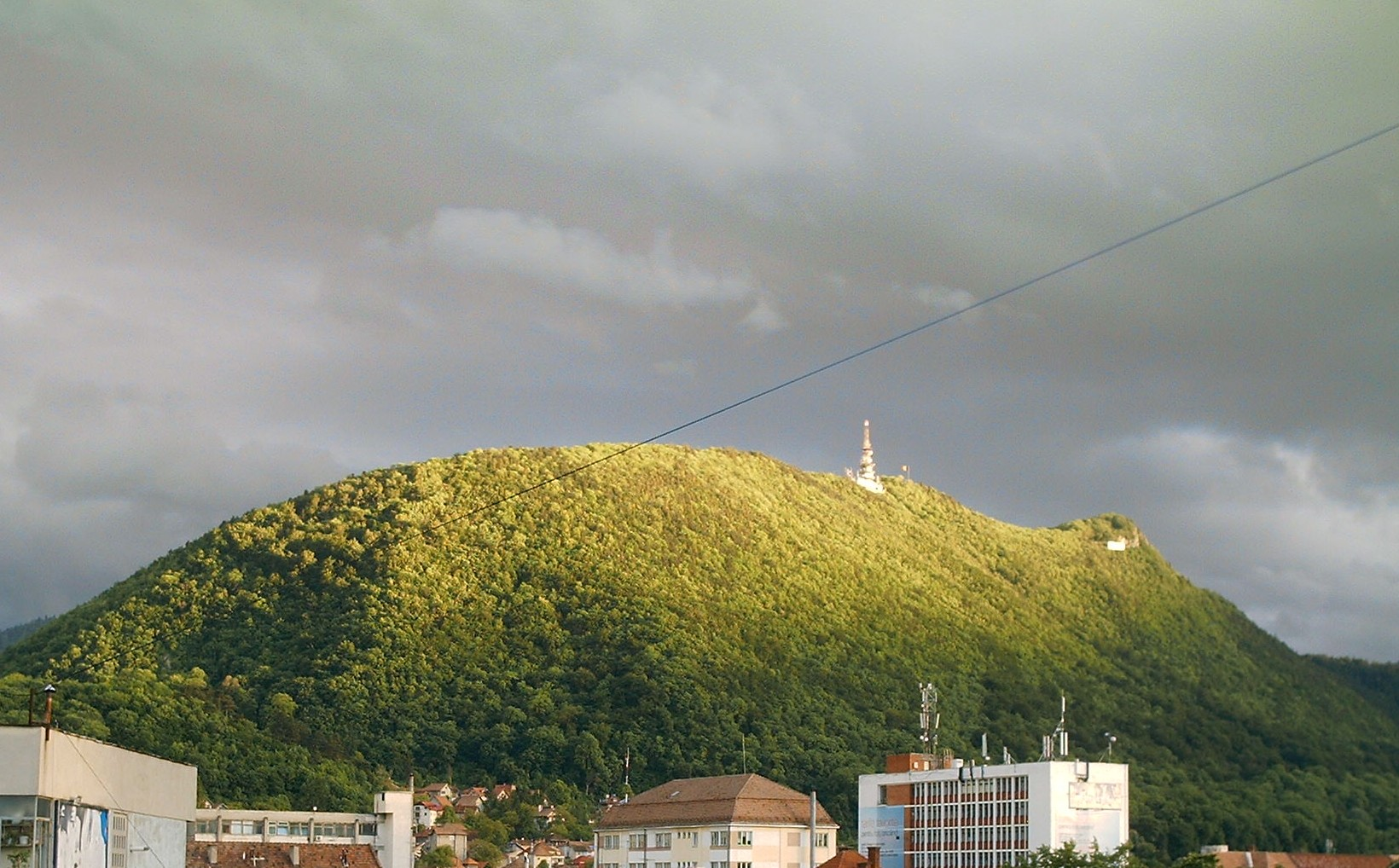
Tâmpa avec son effet lumineux particulier.

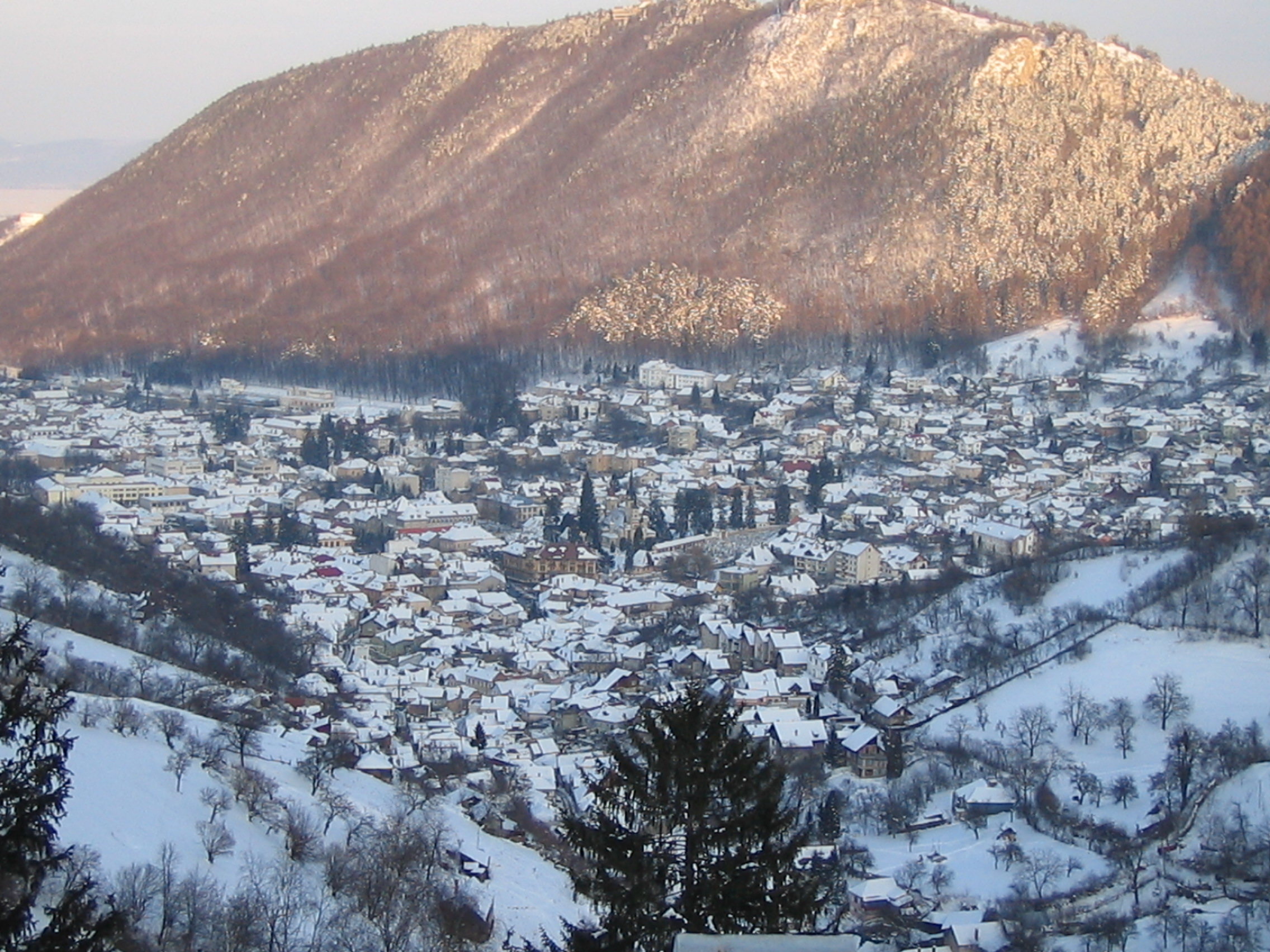
Tâmpa en hiver.

La Tâmpa (ro) ou la Tempe en français (en allemand: Zinne, en allemand alternatif: Kapellenberg, en latin: mons cinum, en hongrois : Cenk) est une colline de 956 mètres qui se situe au milieu de la ville de Brașov.
On peut y monter depuis la vieille ville par un téléphérique, à l'arrivée duquel se trouve un restaurant.

## Nom
Le mot tâmpa signifie plutôt « le front » du visage en roumain.
De même que pour le double-nom de la ville Brașov, le nom de cette colline a fait couler de l'encre. Sextil Pușcariu s'est posé la question de cette façon : « Comment ont pu les Roumains, qui ont d'habitude des noms très plastiques pour leur montagnes comme Omul (l'Homme), Babele (les Vieilles-dames), Strunga (le Col ou le Passage) et d'autres noms qu'on trouve dans les Bucegi à côté, ont pu donner dans ce cas un nom aussi mal-choisi qui nous fait penser au mot tâmpit (borné / stupide)? »

Suivant les fouilles archéologiques, il apparaît que les anciens avait des croyances dans les planètes et ils y ont construit quatre édifices. Lorsque la Dacie est tombé sous l'occupation de Trajan, les Romains ont vu les quatre autels au nom de Saturne, le dieu du temps. Ils ont ainsi nommé la colline Tempus ou Temporis. Ensuite il est devenu Tempea puis Tâmpa.
Les chevaliers teutoniques ont dû ensuite traduire le nom de la ville en allemand. Ainsi la cité du temps est devenue la cité du Kronos ou Kronstadt puis Corona en latin.
Si l'on en croit l'historien Carlo Ginzburg dans son ouvrage Le sabbat des sorcières, une « zinne » serait une fée ou divinité du Destin, liée au culte de Diane-Hérodiade . Lorsqu'on observe les lieux depuis les alentours on peut distinguer la montagne toute en longueur ayant (avec un minimum d'imagination) la forme d'un personnage couché : "la Zinne", avec à sa tête une colline plus basse, ronde au sommet plat : « la Tâmpa », elle-même entourée par la vieille ville :"la Couronne".

## Plantes et animaux
Sur cette colline on peut rencontrer à certaines périodes de l'année des ours qui parfois cherchent à manger dans les poubelles de la ville la nuit, des loups et d'autres animaux.
On y trouve des nombreuses plantes dont Hepatica transsilvanica endémique en Roumanie et diverses Orchidaceae.